# Sedan (Montana)
Sedan – jednostka osadnicza w Stanach Zjednoczonych, w stanie Montana, w hrabstwie Gallatin.